# Brooks Lennon
Brooks Lennon (sinh ngày 9 tháng 9 năm 1997) là cầu thủ bóng đá người Hoa Kỳ đang thi đấu cho Real Salt Lake được cho mượn từ Liverpool.

## Sự nghiệp
Lennon giành chức vô địch Giải bóng đá vô địch U-20 CONCACAF 2017 với U-20 Hoa Kỳ.

## Danh hiệu

### Quốc tế
- Giải bóng đá vô địch U-20 CONCACAF: 2017[4]